# De Wijhese Molen
De Wijhese Molen is een korenmolen in Wijhe in de Nederlandse provincie Overijssel.
De molen werd in 1703 gebouwd en is de oudste nog bestaande achtkante stellingmolen in de provincie Overijssel. Tot de Tweede Wereldoorlog bleef de molen in bedrijf, aan het begin van de oorlog verdwenen het wiekenkruis en de stelling van de molen. Sinds 1977 is Stichting De Wijhese Molen eigenaar. De restauratie van het sterk vervallen rijksmonument kwam in 1979 gereed. Er is een horecabedrijf in het pand gevestigd.
De roeden van de molen hebben een lengte van 24,30 meter en zijn voorzien van het Oudhollands hekwerk met zeilen. De molen is maalvaardig met een koppel maalstenen.